# Świątynia Słońca w Pekinie

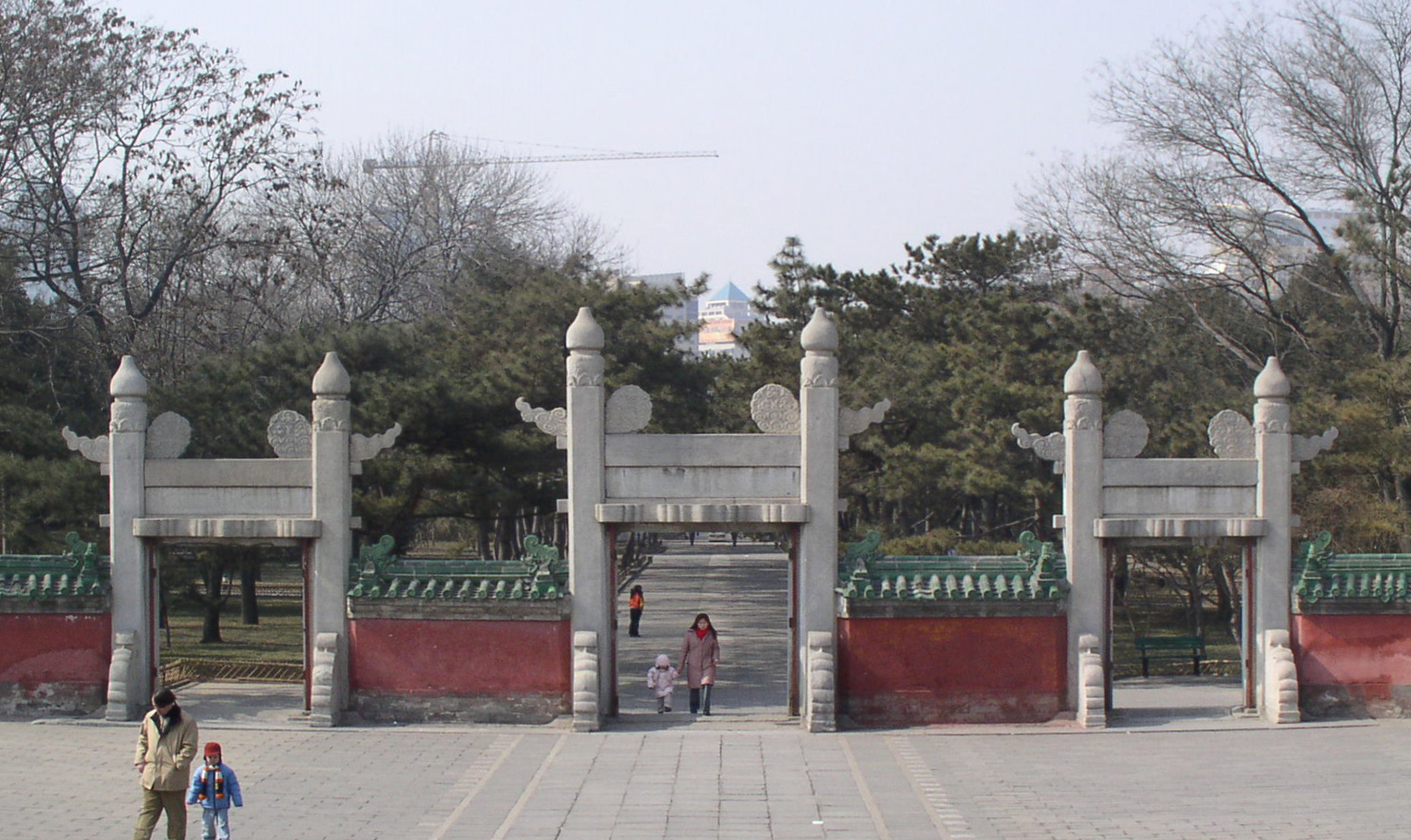
Potrójna brama z zachodniej strony ołtarza

Świątynia Słońca (chin. upr. 日坛, chin. trad. 日壇, pinyin Rìtán) – dawny kompleks świątynny znajdujący się w centrum Pekinu, w dzielnicy Chaoyang.
Została zbudowana w 1530, w 9. roku panowania cesarza Jiajinga. Do upadku monarchii w 1911 roku stanowiła miejsce w którym cesarze składali ofiary bogu Słońca. Następnie przez kilkadziesiąt lat budowla niszczała, a jej wyposażenie było systematycznie rozkradane. W 1951 roku rząd Chińskiej Republiki Ludowej podjął decyzję o renowacji kompleksu i przekształceniu go w publiczny park; oficjalne otwarcie nastąpiło w 1956 roku.
Park ma kształt kwadratu i obejmuje powierzchnię 206 200 m². Z dawnej zabudowy zachowały się lub zostały zrekonstruowane dwie bramy (północna i południowa), Ołtarz Słońca, oraz kilka pawilonów. Ołtarz ma formę wzniesionej z białego kamienia kwadratowej platformy, zwróconej w kierunku zachodnim. Jej powierzchnia ma kolor czerwony, symbolizujący słońce. Ołtarz otoczony jest okrągłym murem. Od zachodniej strony wiedzie w jego kierunku rytualna droga, zwieńczona potrójną bramą. Pojedyncze bramy znajdują się także z północnej, południowej i wschodniej strony ołtarza. 
Na północny zachód od ołtarza wznosi się wybudowany na planie kwadratu pałac Jufu, składający się z trzech dziedzińców. W pałacu tym cesarz wypoczywał i przebierał się przed złożeniem ofiary. Przy północnej bramie parku znajdują się trzy pawilony, w których przygotowywano ofiary.
W parku rosną 44 zabytkowe drzewa, w tym liczący 1100 lat cyprys. W jego południowo-zachodniej części znajduje się także jeziorko o powierzchni 4700 m², otoczone zabytkowymi pawilonami. Wśród historycznej architektury parku znajdują się również współczesne elementy: place zabaw dla dzieci, bary i restauracje, a także minigolf.